# 荒野のガンマン
『荒野のガンマン』（こうやのガンマン、The Deadly Companions）は1961年のアメリカ合衆国の西部劇映画。サム・ペキンパーの映画監督デビュー作で（それまではテレビドラマの演出家）、出演はモーリン・オハラとブライアン・キースなど。A・S・フライシュマンの小説をフライシュマン自らの脚色で映画化した作品である。
日本では『ワイルド・リベンジ/復讐の荒野』のタイトルでビデオ発売されたことがある。

## ストーリー
南北戦争が終わってから数年後、元北軍兵のイエローレッグは元南軍兵の男を探していた。それは頭の皮をはがされかけたことに対する復讐を果たすためである。ある日、酒場でイカサマを働いたせいで首をくくられそうになっていた男タークがその元南軍兵だと気付いたイエローレッグは、後で自らの手で殺すためにタークを助け出す。そして素性を隠してタークとその相棒ビリーの3人でチームを組み、銀行強盗を計画する。
目的の銀行がある町に着いた3人はダンスホールで働くキットという子持ち女と出会い、ビリーはキットに一目惚れする。3人が銀行に押し入ろうとすると別の無法者が金を強奪して逃げ出して来たため、そのまま銃撃戦となる。そんな中、イエローレッグが撃った弾が偶然キットの息子ミードに当たり、ミードはそのまま亡くなる。
罪悪感に苛まれたイエローレッグは、先住民に襲われる危険を顧みずに亡き夫が眠る遠く離れた町にミードを埋葬すると言い張るキットを護衛しようとするが拒まれる。それでもイエローレッグはタークとビリーを連れてキットを追い、窮地を救う。3人はキットに同行することになるが、ある夜、キットに襲いかかったビリーをイエローレッグが追い出すと、タークも密かに逃げ出してしまう。
残された2人は先住民の妨害に遭いながらも何とか目的の町にたどり着き、キットの亡き夫の墓を見つけ出す。ところが、そこに銀行から金を奪って逃走中のビリーとタークが現れる。ビリーはもはや不要となったタークを殺すようにイエローレッグに命令する。これでやっと復讐が果たせると意気込むイエローレッグを、キットは愛を告白することで止めようとするが、イエローレッグは頭に深く残る傷痕をキットに見せると、タークを殺しに向かう。しかし戦争中に受けた古傷のためにまともに銃の撃てないイエローレッグはタークを撃ち殺すことが出来ない。そんなイエローレッグに業を煮やしたビリーはタークを撃ち、キットを賭けてイエローレッグに決闘を挑むが、タークに後ろから撃ち殺される。イエローレッグはタークに詰め寄り、正体を明かした上でタークの頭の皮をはごうとするが、キットがそれを止める。そこにビリーらを追って来た保安官たちが現れ、タークを連行する。イエローレッグとキットはミードの亡骸を父親の墓の隣に埋葬すると、手を取り、2人でその場を後にする。

## キャスト
キット・ティルドン - モーリン・オハラ
ダンスホールで働く女。結婚してすぐに夫を亡くした子持ちの未亡人。
夫の存在が知られていないために町の人々からは不貞の子を生んだと陰口を叩かれている。
イエローレッグ - ブライアン・キース
元北軍兵士。右肩に銃の弾が入ったままになっているため右手の自由が利かない。
頭の皮をはがされかけた傷痕を隠すために常に帽子をかぶっている。
ビリー・ケプリンガー - スティーヴ・コクラン
拳銃使い。タークの相棒。キットに執拗に迫る。
ターク - チル・ウィルス
イエローレッグの復讐相手。元南軍兵士。
自分の軍隊を作り、独立国を作る妄想に取り憑かれている。
牧師 - ストローザー・マーティン
キットの住む町の牧師。
アクトン医師 - ウィル・ライト
キットの住む町の医者。イエローレッグの右肩の古傷を診察する。
イエローレッグが頭の皮をはがされかけたことを知っている。
なお、映画の中での表記は「Dr. Caxton（カクストン医師）」だが、IMDbのデータでは「Doctor Acton」となっている。
キャル - ジム・オハラ
雑貨屋。キットを気遣うが別の女性と婚約中。
字幕翻訳：岡田壮平

## 製作
サム・ペキンパーが企画・製作・脚本・演出を務めた1960年のテレビシリーズ『遙かなる西部』に続き、ブライアン・キースが主演を務めた。また、プロデューサーのチャールズ・B・フィッツシモンズとキャル役のジム・オハラは主演のモーリン・オハラの実弟である。

## 作品の評価
Rotten Tomatoesによれば、6件の評論のうち、83%にあたる5件が高く評価しており、平均して10点満点中6.4点を得ている。